# Heilig-Geist-Spital (Lindau)

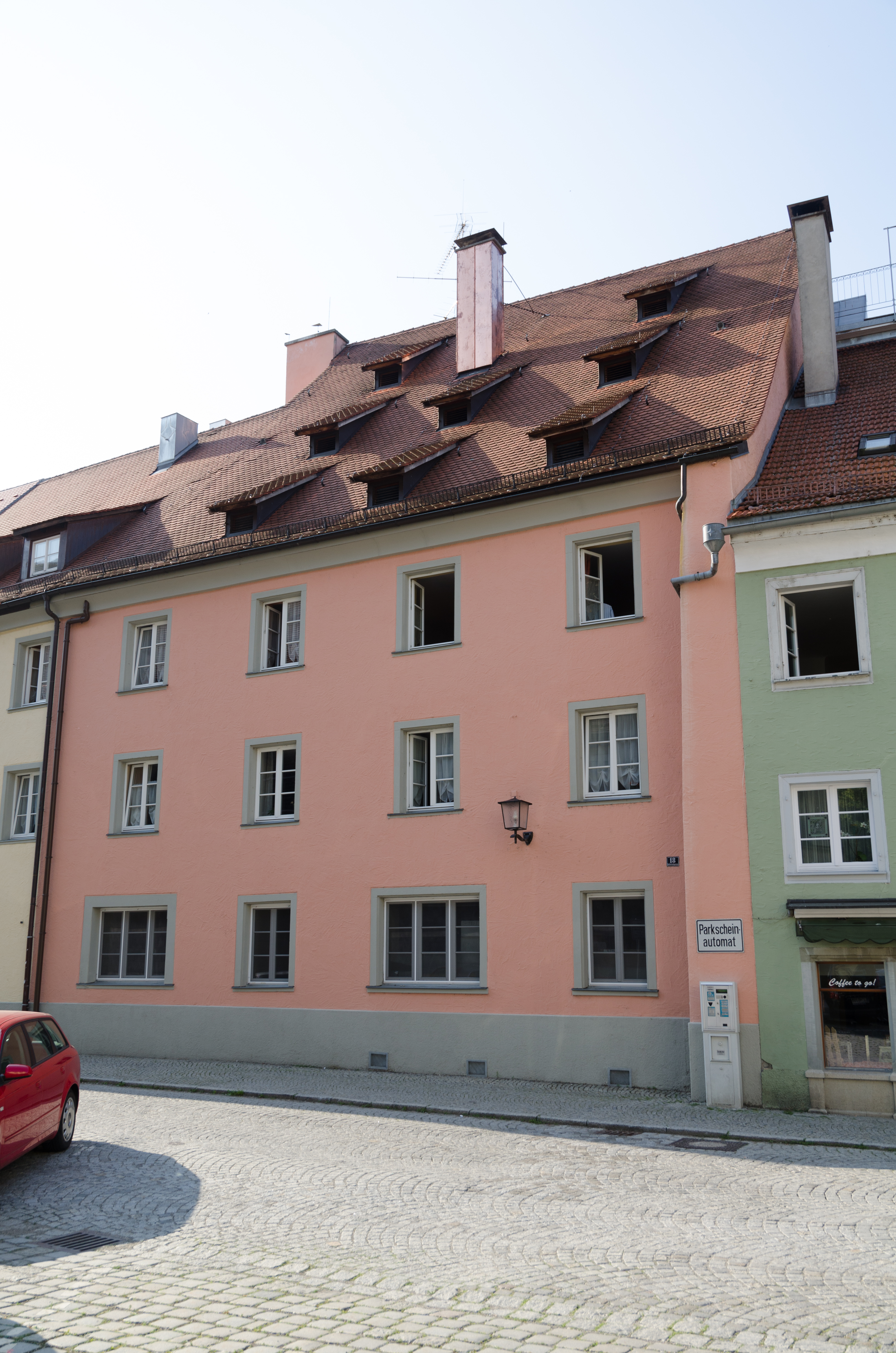
Heilig-Geist-Spital, Schmiedgasse 18

Das Heilig-Geist-Spital in Lindau (Bodensee) ist ein Senioren- und Pflegeheim im Gebäude einer ehemaligen Pilgerherberge in der Schmiedgasse und blickt auf eine über 750 Jahre lange Geschichte zurück. Heute wird es von der Evangelischen Hospitalstiftung betrieben.

## Lage
Das Gebäude mit der Adresse Schmiedgasse 18 liegt auf der Insel Lindau gegenüber der Stephanskirche. Im Süden grenzt es an den Marktplatz, im Norden an die Heidenmauer, die Stadtmauer der Altstadt. Die insgesamt sieben, durch Gänge miteinander verbundenen Häuser sind geschlossen um den rechteckigen Innenhof mit seiner grünen Bepflanzung angeordnet. Zwar wurde die mittelalterliche Substanz in den letzten Jahren immer wieder erneuert und renoviert, dennoch ist der historische Kern des Ensembles weitestgehend erhalten geblieben. Neben einer Cafeteria für die Heimbewohner gibt es im Hospital Mittagstische für auswärtige Besucher. Darüber hinaus dient der „Gewölbesaal“ des Hospitals regelmäßig als Veranstaltungsort für Konzerte und Vorträge zu den verschiedensten Themen.

## Bedeutung
Im Mittelalter und der frühen Neuzeit herrschte das Spital zeitweilig über Ländereien, die insgesamt größer als die der Stadt Lindau waren. Der Besitz erstreckte sich demnach vom Allgäu und dem Argental, Laimnau, Elmenau über Gebiete des heutigen Landkreis Lindau wie Weißensberg, Opfenbach, Sigmarszell, Wildberg, Lindenberg, bis in Teile des Bregenzerwaldes und des Kleinwalsertals.
Heute bietet das Heilig-Geist-Spital neben den Vollzeit-Pflegebetten zwölf Rüstigen-Plätze und wird vom Medizinischen Dienst der Krankenversicherung mit der Note 1,8 bewertet. Insidern überregional bekannt geworden ist das Archiv des Hospitals mit seiner großen Anzahl an Dokumenten.

## Geschichte
Das Gebäude des heutigen Altenheims war ursprünglich eine Pilgerherberge des adeligen Damenstifts zu Lindau. Die Herberge entstand möglicherweise bereits im 11. Jahrhundert, wurde erstmals aber 1237 als Domus hospitalis in den Chroniken erwähnt. 20 Jahre später wurde bereits ein eigenes Siegel verwendet. Da die Gründung zwar auf die Äbtissinnen zurückgeht, das Hospital durch zahlreiche Schenkungen von Land und Naturalien aber bald selbstständig wurde, existiert heute keine offizielle Gründungsurkunde. Das Spital war neben seiner Rolle als Versorgungsanstalt für Kranke und Arme zu dieser Zeit ein wichtiger Wirtschaftsfaktor und Arbeitgeber, der für seine Weinberge, Felder, Forste und Weiher und die Weiterverarbeitung der Produkte zahlreiche Arbeitskräfte vonnöten waren. 1525 wurde das Spital mit der freien Reichsstadt Lindau im Zuge der Reformation evangelisch. Fünf Patronatskirchen hingegen blieben beim alten Glauben, da sie im Hochgericht der katholischen Grafen von Montfort lagen. Auch setzte das Spital nach wie vor katholische Geistliche an ihren Schulen im Umland ein. Durch die Säkularisation im Jahre 1805 war das Spital gezwungen, den nicht dem Hospitalbetrieb dienenden Besitz, beispielsweise die Ländereien, abzugeben.
Das Spital diente im Ersten Weltkrieg als Lazarett.

## Sonstiges
Ende Juni oder Anfang Juli, stets an einem Freitag, findet im Heilig-Geist-Spital die operative Einweisung bzw. Befehlsausgabe für die bis zu 200 Teilnehmer aus bis zu 40 Ländern an der multinationalen militärischen Übung Fo(u)r Peace Central Europe statt.